# Бандурка (река)
Бандурка (укр. Бандурка) — река в Черниговском и Токмакском районах Запорожской области, правый приток реки Токмачка.

## Населённые пункты
Берёт начало в балке у села Новомихайловка, протекает через село Скелеватое и впадает в реку Токмачку у села Трудовое.

## Описание
В реку впадает несколько небольших потоков. В Новомихайловке и Скелеватом река перегорожена дамбами и создаёт пруды. На многих участках Бандурка пересыхает.